# Jake Vedder
Jake Vedder (* 16. April 1998 in Pinckney, Michigan) ist ein US-amerikanischer Snowboarder. Er startet in der Disziplin Snowboardcross.

## Werdegang
Vedder startete im März 2014 am Mount Hood erstmals im Nor-Am-Cup und belegte dabei den 26. und den 16. Platz. Bei den Juniorenweltmeisterschaften 2015 in Yabuli errang er den 29. Platz. Im folgenden Jahr holte er bei den Olympischen Jugend-Winterspielen in Lillehammer die Goldmedaille im Snowboardcross und fuhr bei den Juniorenweltmeisterschaften in Rogla auf den 20. Platz. Sein Debüt im Weltcup hatte er im März 2016 im Baqueira-Beret, das er auf dem 41. Platz beendete. Im Februar 2017 kam er bei den Juniorenweltmeisterschaften in Klínovec auf den 18. Platz im Einzel und gewann zusammen mit Senna Leith die Goldmedaille im Teamwettbewerb. In der Saison 2017/18 erreichte er in Moskau mit dem dritten Platz zusammen mit Senna Leith beim Teamwettbewerb seine erste Podestplatzierung im Weltcup. 
Zu Beginn der Saison 2018/19 holte er bei den Juniorenweltmeisterschaften 2018 in Cardrona die Goldmedaille im Einzel. Im weiteren Saisonverlauf wurde er Zweiter beim Weltcup in Cervinia und Fünfter bei den Weltmeisterschaften 2019 in Park City. Die Saison beendete er auf dem neunten Platz im Snowboardcross-Weltcup. In der Saison 2020/21 errang er im Snowboardcross-Weltcup und bei den Snowboard-Weltmeisterschaften 2021 jeweils den neunten Platz. Im folgenden Jahr belegte er bei den Olympischen Winterspielen in Peking den neunten Platz im Teamwettbewerb und den sechsten Rang im Einzel.

## Teilnahmen an Weltmeisterschaften und Olympischen Winterspielen

### Olympische Winterspiele
- 2022 Peking: 6. Platz Snowboardcross, 9. Platz Snowboardcross Team

### Snowboard-Weltmeisterschaften
- 2019 Park City: 5. Platz Snowboardcross, 9. Platz Snowboardcross Team
- 2021 Idre: 9. Platz Snowboardcross
- 2023 Bakuriani: 17. Platz Snowboardcross
- 2025 Engadin: 7. Platz Snowboardcross

## Weltcup-Gesamtplatzierungen
| Saison  | Platz | Punkte |
| ------- | ----- | ------ |
| 2015/16 | 83.   | 18,2   |
| 2016/17 | 49.   | 154    |
| 2017/18 | 32.   | 1239,3 |
| 2018/19 | 9.    | 1370   |
| 2019/20 | 14.   | 1050   |
| 2020/21 | 9.    | 168    |
| 2021/22 | 35.   | 47     |
| 2022/23 | 10.   | 281    |
| 2023/24 | 7.    | 326    |
| 2024/25 | 19.   | 146    |